# 邦瀚斯
邦瀚斯（Bonhams）是一家英国拍卖行，2001年11月由Bonhams & Brooks与Phillips Son & Neale合并而成，两者的历史分别可以追溯至1793年和1796年。它在伦敦有两个拍卖场，在纽约、香港等地也有分行。